# Football Club Bruno's Magpies
Il Football Club Bruno's Magpies, meglio noto come Bruno's Magpies o semplicemente FCB Magpies, è una società calcistica gibileterriana, che milita in Football League, la principale divisione calcistica di Gibilterra.
Fondato nel 2013, il club ha rapidamente scalato le gerarchie nazionali, conquistando due coppe nazionali e una supercoppa. A partire dal 1º giugno 2025 il club si è unito al Calpe City, formando il nuovo Calpe City Magpies, che prenderà il posto del FCB a partire dalla stagione 2026-2027.

## Storia
Il club è stato formato nel 2013 da un gruppo di amici che bevevano al Bruno's Bar & Restaurant, un bar situato nei pressi dello stadio nazionale.
Iscritto alla Second Division, nelle prime due stagioni riesce ad assicurarsi due piazzamenti nella metà classifica, grazie a Mick Embleton che era stato nominato primo allenatore del club, ma che ha contribuito alla creazione, organizzazione e gestione iniziale del club.
Nel 2016, dopo aver raggiunto un quarto posto nella stagione precedente, il club ha annunciato la nomina ad allenatore di David Wilson, appena rilasciato dai Lions Gibraltar. Con l'allenatore scozzese il club ha avuto un inizio di stagione dominante, tuttavia un crollo durante la seconda parte di stagione li ha visti coinvolti in una corsa al titolo contro il Gibraltar Phoenix, terminando la stagione al secondo posto. In seguito sono stati ammessi allo spareggio promozione-retrocessione contro gli ultimi classificati di Premier Division, il Manchester 62, perdendo tuttavia 3-1.
Dopo altre stagione nella media, nel 2019 il club è riuscito a vincere il campionato e la Coppa di Lega, assicurandosi la prima promozione in massima divisione. Al termine della stagione, il club ha annunciato che l'ex presidente del Watford Haig Oundjian aveva acquistato una quota del club, diventando co-presidente assieme a Louis Perry.
La stagione successiva, i magpies vengono ammessi nella neonata National League, la nuova massima serie gibilterriana, riuscendo a conquistare il quinto posto finale nonostante la sospensione del campionato per la pandemia di COVID-19.
Dopo che nella stagione 2020-2021 sono riusciti a conquistare il GFA Challenge Trophy, nel 2022 si qualificano per la prima volta ad una competizione europea, venendo ammessi al primo turno di qualificazione di Conference League. Inoltre riescono a raggiungere per la prima volta la finale della coppa nazionale, poi persa contro il Lincoln Red Imps.
Nella stagione 2022-2023, quindi, i magpies debuttano in Europa Conference League affrontando i nordirlandesi del Crusaders, dai quali vengono eliminati con il punteggio complessivo di 3-4, nonostante la vittoria casalinga all'andata per 2-0. A livello nazionale, dopo aver raggiunto il terzo posto in classifica, vincono per la prima volta nella loro storia la Rock Cup, battendo in finale il Lincoln Red Imps. Nonostante gli ottimi risultati a fine stagione l'allenatore Rooney annuncia la sua volontà di lasciare il club. Al suo posto, nei primi giorni di giugno, viene annunciato il ritorno di Alfonso Cortijo.
L'esperienza di Cortijo dura poco, in quanto il 1º settembre seguente Rooney fa ritorno alla guida del club. Pochi giorni dopo, il 15 settembre, sotto la sua guida i magpies vincono la Pepe Reyes Cup battendo nuovamente il Lincoln Red Imps.
Rooney rimane fino alla metà della stagione successiva, ovvero fino a quando non decide di accettare il ruolo di allenatore del Larne, lasciando la panchina al suo vice, Mason McClelland. L'esperienza di quest'ultimo è breve con il club che affronta un periodo difficile in campionato, tuttavia con l'ingaggio di Terrence Jolley, padre del calciatore Ethan, i magpies riescono a raggiungere e vincere la loro seconda Rock Cup, vinta per 3-1 per 3-1 contro il Lions Gibraltar.
Nello stesso periodo il club annuncia la decisione di formare una nuova compagine tramite la fusione con il Calpe City. Così viene annunciata la creazione del Calpe City Magpies che avrebbe sostituito i due club a partire dal 1º giugno 2025. Tuttavia, la qualificazione del club per le competizioni europee a seguito della vittoria dell coppa nazionale causa il rinvio di un anno della fusione dei due club, questo a causa di regole decise dalla UEFA.

## Allenatori e presidenti

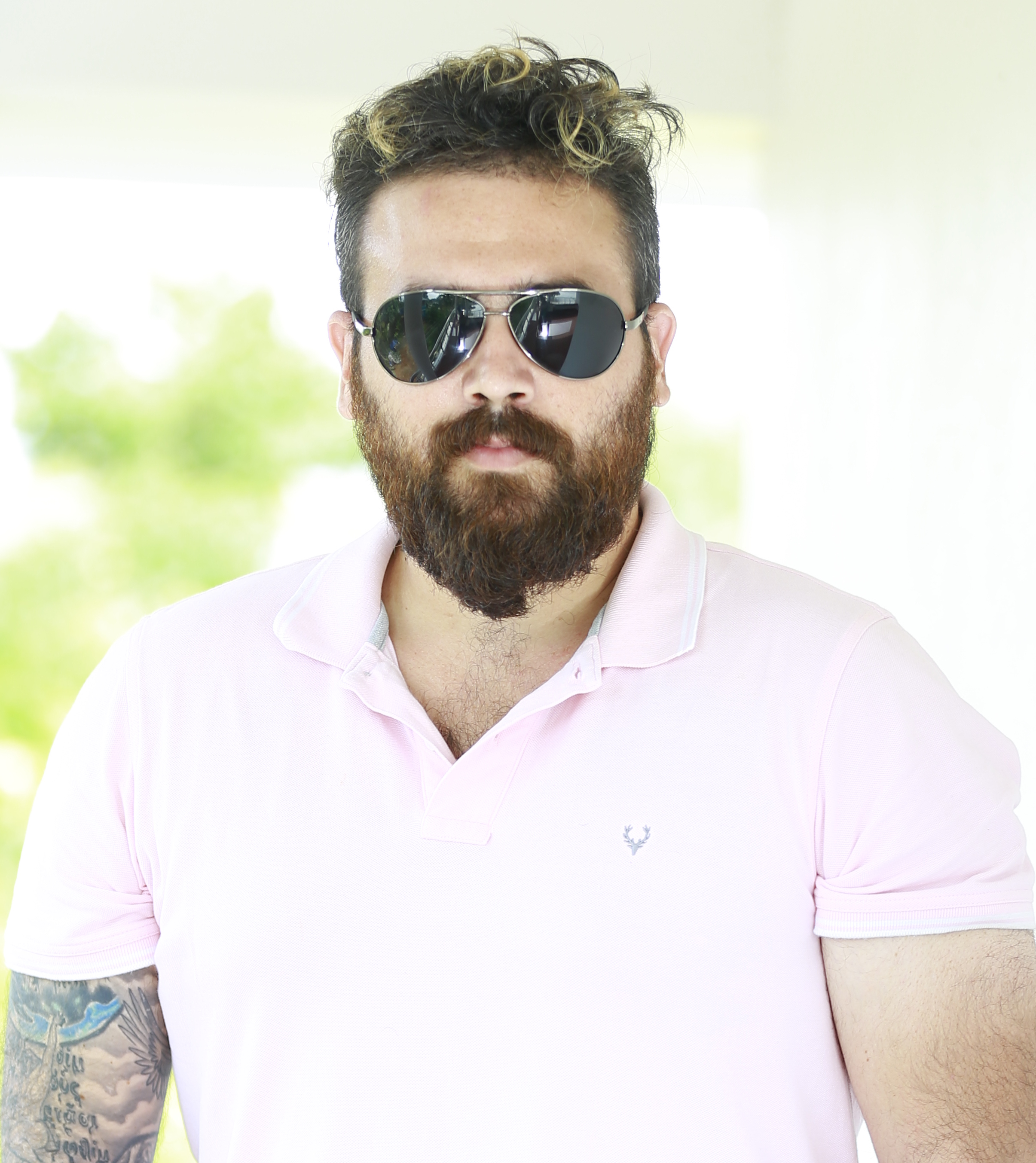
Joel Williams, allenatore dei magpies nella sola stagione 2015-2016.

- 2013-2015  Mick Embleton
- 2015-2016  Joel Williams
- 2016  Warren Muscat
- 2016-2019  David Wilson[25]
- 2019-2020  Alfonso Cortijo[26] (1ª-8ª giornata)

 Juan Maria Sánchez Fernández (6ª-13ª giornata)
- 2020-2021  Jhony
- 2021-2022  José Alba (1ª-6ª giornata)

 Jansen Dalli (7ª-9ª giornata, ad interim)
 Nathan Rooney (10ª-21ª giornata)
- 2022-2023  Nathan Rooney
- 2023  Alfonso Cortijo[18]
- 2023-2024  Nathan Rooney
- 2024-2025  Mason McClelland
- 2025  Terrence Jolley
- 2025-  Youri Loen

- 2013-oggi  Louis Perry
- 2019-oggi  Haig Oundjian

## Palmarès

### Competizioni nazionali
- Coppa di Gibilterra: 2

2022-2023, 2024-2025
- Pepe Reyes Cup: 1

2023
- Campionato gibilterriano di seconda divisione: 1

2018-2019

## Organico

### Rosa 2024-2025
Aggiornata all'11 ottobre 2024.
| N. |                        | Ruolo | Calciatore             |
| -- | ---------------------- | ----- | ---------------------- |
| 1  | Gibilterra (bandiera)  | P     | Christian Lopez        |
| 3  | Galles (bandiera)      | D     | Ash Taylor             |
| 4  | Spagna (bandiera)      | D     | Rubén Díaz             |
| 5  | Messico (bandiera)     | D     | Paco Zúñiga (capitano) |
| 6  | Spagna (bandiera)      | C     | Alé Carrascal          |
| 7  | Spagna (bandiera)      | C     | Juan Argüez            |
| 8  | Spagna (bandiera)      | C     | Carlos García          |
| 9  | Inghilterra (bandiera) | A     | Jack Storer            |
| 10 | Brasile (bandiera)     | A     | Edu Salles             |
| 11 | Spagna (bandiera)      | A     | Javi Forján            |
| 13 | Gibilterra (bandiera)  | P     | Thomas Recagno         |

| N. |                        | Ruolo | Calciatore        |
| -- | ---------------------- | ----- | ----------------- |
| 14 | Inghilterra (bandiera) | C     | Archie Woods      |
| 15 | Gibilterra (bandiera)  | D     | Lee Combes        |
| 16 | Gibilterra (bandiera)  | C     | Evan De Haro      |
| 18 | Argentina (bandiera)   | D     | Federico Villar   |
| 19 | Gibilterra (bandiera)  | A     | Jamie Coombes     |
| 21 | Gibilterra (bandiera)  | A     | Angelo Parody     |
| 22 | Spagna (bandiera)      | C     | Cristian Orihuela |
| 23 | Gibilterra (bandiera)  | P     | Dayle Coleing     |
| 27 | Gibilterra (bandiera)  | A     | Dylan Borge       |
| 32 | Gibilterra (bandiera)  | D     | Kevagn Ronco      |
| 33 | Gibilterra (bandiera)  | C     | Han Stevens       |
| 44 | Gibilterra (bandiera)  | C     | Anthony Hernandez |
| 77 | Inghilterra (bandiera) | A     | Olatunde Bayode   |

## Statistiche e record
| Livello | Categoria       | Partecipazioni | Debutto   | Ultima stagione | Totale |
| ------- | --------------- | -------------- | --------- | --------------- | ------ |
| 1º      | Football League | 6              | 2019-2020 | 2024-2025       | 6      |
| 2º      | Second Division | 6              | 2013-2014 | 2018-2019       | 6      |

### Partecipazione alle coppe nazionali
| Competizione | Partecipazioni | Debutto   | Ultima stagione | Totale |
| ------------ | -------------- | --------- | --------------- | ------ |
| Rock Cup     | 12             | 2013-2014 | 2024-2025       | 12     |

### Partecipazione alle competizioni internazionali
| Competizione           | Partecipazioni | Debutto   | Ultima stagione | Totale |
| ---------------------- | -------------- | --------- | --------------- | ------ |
| UEFA Conference League | 3              | 2022-2023 | 2024-2025       | 3      |

### Statistiche individuali
Record di presenze e reti in tutte le competizioni ufficiali, comprese anche le partite di coppa.
Dati aggiornati al 30 marzo 2025.
| Record di presenze - 104 - Francisco Zúñiga (2019-oggi) - 97 - Rubén Díaz (2020-oggi) - 76 - Kevagn Ronco (2021-) - 73 - Dan Bent (2019-2023) - 69 - Jamie Coombes (2021-2025) - 66 - Kyle Casciaro (2021-2024) - 54 - Carlos García (2023-oggi) - 52 - Lee Coombes (2021-oggi) - 51 - Matheus Assumpção (2018-2021) - 50 - Juanje Argüez (2023-oggi) | Record di reti - 45 - Matheus Assumpção (2018-2021) - 23 - Fernando Cuesta (2017-2019) - 23 - Pibe Pereira (2022-2024) - 19 - Rubo (2020-2021) - 18 - Finnlay Wyatt (2018-2019) - 14 - Alex Dimitriu (2018-2019) - 14 - Javi Forján (2024-oggi) - 14 - Kelvin Morgan (2018-2019; 2020-2021; 2022) - 14 - Carlos García (2023-oggi) - 14 - Kyle Casciaro (2021-2024) |